# La Vie littéraire au Québec
Pour les articles homonymes, voir Vie littéraire.
La Vie littéraire au Québec est un projet de recherche québécois en histoire littéraire lancé en 1989 par Maurice Lemire, professeur émérite à l'Université Laval (Québec).
Ce projet rassemble des chercheurs du Centre de recherche interuniversitaire sur la littérature et la culture québécoises (CRILCQ) et vise retracer l'histoire des pratiques littéraires francophones au Québec de 1764 jusqu'aux années 1970 à travers la publication d'une série d'ouvrages collectifs.
À ce jour, 6 tomes sont parus aux Presses de l'Université Laval, couvrant une période allant de 1764 à 1933. Avec le Dictionnaire des œuvres littéraires du Québec, également initié par Maurice Lemire, « La vie littéraire au Québec » constitue l'un des projets phares du CRILCQ. Aujourd'hui dirigé par Chantal Savoie (UQAM), Lucie Robert (UQAM) et Denis Saint-Jacques (Université Laval), ce projet s'est mérité le Prix Raymond-Klibansky en 1992 (tome I) et le tome IV a compté parmi les finalistes du même prix en 2000-2001.

## Description
« La vie littéraire au Québec » propose une approche globale de la littérature québécoise en s'intéressant notamment aux problèmes de l'autonomisation, de la légitimation et de la diffusion de la littérature. En s'inspirant des méthodes de l'histoire littéraire et de la sociologie, « La vie littéraire au Québec » prend en compte le contexte idéologique dans lequel naissent les diverses productions littéraires analysées en prenant en compte de nombreux genres: essais, biographies, chroniques, récit de voyages, littérature intime, romans, contes et nouvelles, poésie et textes dramatiques. Plus encore, « cette recherche met en lumière la formation des écrivains, leur regroupement en associations, en mouvements ou en écoles, la fabrication de l’imprimé et sa diffusion, ainsi que le public lecteur, la critique littéraire, les académies et, parfois, la censure. ».
L'équipe de « La vie littéraire au Québec » se donne pour objectif de rendre compte de plus de 300 ans d'histoire littéraire canadienne et d'offrir des ouvrages de synthèse accessibles autant aux étudiants qu'aux chercheurs.

## Principaux contributeurs
| - Marie-Andrée Beaudet - Mylène Bédard - Aurélien Boivin - Luc Bonenfant - Annie Cantin - Anne Carrier - Anne Caumartin - Karine Cellard - Daniel Chartier - Jacques Cotnam - David Décarie - Marie-Frédérique Desbiens | - Gilles Dorion - Marie-Noëlle Huet - Michel Lacroix - Kenneth Landry - Olivier Lapointe - Maurice Lemire - Jonathan Livernois - Hélène Marcotte - Clément Moisan - Pierre Rajotte - Lucie Robert - Denis Saint-Jacques - Chantal Savoie - André Senécal |

## Tomes deLa Vie littéraire au Québec
- Tome I (1764-1805) : « La voix française des nouveaux sujets britanniques », sous la direction de Maurice Lemire, Presses de l'Université Laval, 1991, 498 p. (lauréat du prix Raymond-Klibansky en 1992
- Tome II (1806-1839) : « Le projet national des Canadiens », sous la direction de Maurice Lemire, Presses de l'Université Laval, 1992, 587 p.
- Tome III (1840-1869) : « Un peuple sans histoire ni littérature », sous la direction de Maurice Lemire et Denis Saint-Jacques, Presses de l'Université Laval, 1996, 671 p.
- Tome IV (1870-1894) : « Je me souviens », sous la direction de Maurice Lemire et Denis Saint-Jacques, Presses de l'Université Laval, 1999, 669 p. (finaliste du prix Raymond-Klibansky en 2000-2001)
- Tome V (1895-1918) : « Sois fidèle à ta Laurentie », sous la direction de Denis Saint-Jacques et Maurice Lemire, Presses de l'Université Laval, 2005, 680 p.
- Tome VI (1919-1933) : « Le nationaliste, l'individualiste et le marchand », sous la direction de Denis Saint-Jacques et Lucie Robert, Presses de l'Université Laval, 2010, 748 p.